# Heinkel He 12
El Heinkel He 12 fue un hidroavión correo construido por la compañía Heinkel Flugzeugwerke en 1929; fue diseñado para ser lanzado desde una catapulta Heinkel K2 instalada en un buque de pasaje.

## Historia, diseño y desarrollo
El concepto provenía de las pruebas que la naviera Norddeutscher Lloyd (NDL) había realizado con un hidroavión Junkers F 13 a bordo el buque SS Lutzow durante 1927 transportando pasajeros en vuelos turísticos cuando el buque estaba en puerto. Funcionarios de la NDL llegaron a la conclusión de que un hidroavión basado en un transatlántico podría tener una aplicación comercial más práctica; el aparato sería catapultado con correo aéreo desde el buque mientras estuviera todavía a una larga distancia de puerto, por lo tanto reduciendo drásticamente el tiempo necesario para que llegara el correo. 
Para ello, la firma Heinkel comenzó a diseñar una catapulta, que NDL planeaba instalar en sus nuevos transatlánticos, Bremen y Europa y un pequeño hidroavión para transportar el correo. Ya que la tripulación del Lutzow había tenido problemas para proporcionar el mantenimiento necesario para el Junkers F 13, Deutsche Luft Hansa accedió a prestar el apoyo operacional para la empresa, y cuando el Bremen partió en su viaje inaugural a Nueva York el 16 de julio de 1929, llevaba un He 12 (registro D-1717) y personal de dicha compañía a bordo.
Este aparato había sido instalado en una catapulta montada en la cubierta de turismo entre las chimeneas. El piloto era Jobst von Studnitz, capitán de Deutsche Luft Hansa.
El avión en sí, un derivado del diseño militar Heinkel He 9 , era un monoplano convencional, de ala baja, propulsado por un motor Pratt & Whitney R-1690 Hornet de 370 kW (510 HP; 503 CV). El piloto y el operador de radio iban sentados en una cabina abierta en tándem, con el correo en un compartimento trasero. El 22 de julio, mientras el transatlántico se encontraba todavía a 550 km de Nueva York, el avión fue lanzado con éxito. Cuando el hidroavión fue descargado dos horas más tarde, el correo de Berlín había tomado sólo seis días en llegar a su destino; al día siguiente, frente a una multitud de 3500 personas, el alcalde Jimmy Walker bautizó al He 12 con el nombre de la ciudad. En el viaje de regreso, el recién nombrado New York era de nuevo lanzado desde el Bremen cerca de Cherburgo el 1 de agosto, para recorrer los 1000 km que le separaban de Bremerhaven, donde aterrizó cuatro horas más tarde –y un día antes que su buque nodriza–, a tiempo para que el correo pueda ser transferido a otro avión y llegar a Berlín la misma tarde, cinco días después de su partida. El uso del hidroavión había ahorrado alrededor de veinte horas en el viaje hacia el oeste y uno o dos días en el viaje hacia el este. El New York continuó volando hasta quedar severamente dañado en un accidente en Cobequid Bay, en Nueva Escocia, Canadá el 5 de octubre de 1931.
Un segundo avión, (D-1919 / Atlantik), fue construido para volar desde el SS Europa; designado Heinkel 58, este avión, ligeramente agrandado, tenía una mayor carga útil y alojamiento para la tripulación lado a lado en una cabina abierta. La potencia fue suministrada por un motor radial BMW Hornet A de 370 kW (500 hp) , inicialmente sin carenar, pero luego equipado con un carenado completo de cuerda larga con ranuras de enfriamiento en la parte delantera. Continuó en servicio en este papel hasta que fue reemplazado por los hidroaviones Junkers Ju 46 –un desarrollo del Junkers W 34–, construidos para operar desde ambos buques.

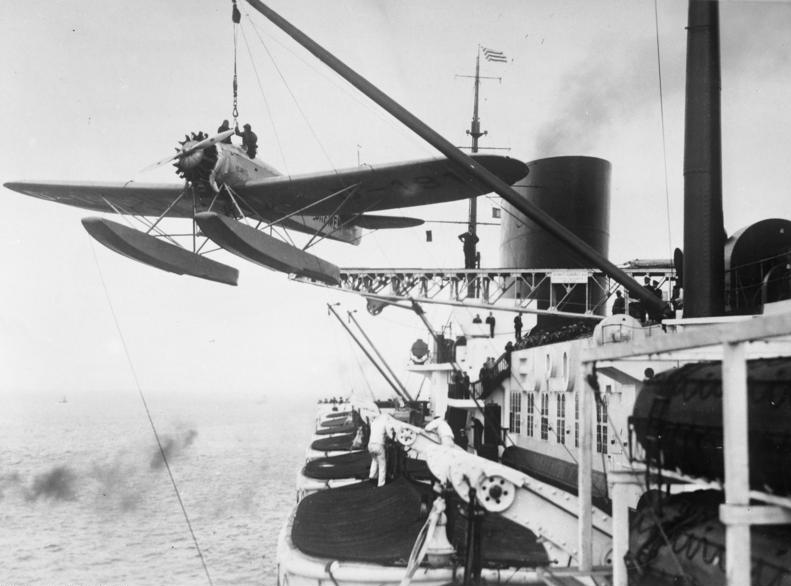
Heinkel He 58 D-1919 Atlantic subiendo a la cubierta del

## Características técnicas

### Características generales
- Tripulación: 2
- Carga: 200 kg de correo
- Longitud: 11,56 m
- Envergadura: 16,79 m
- Altura: 4,55 m
- Superficie alar: 48,5 m²
- Peso vacío: 1580 kg
- Peso cargado: 2600 kg
- Planta motriz: 1× radial nueve cilindros refrigerado por aire Pratt & Whitney R-1690 Hornet.
  - Potencia: 370 kW (510 HP; 503 CV)

### Rendimiento
- Velocidad nunca excedida (Vne): 216 km/h
- Velocidad crucero (Vc): 192 km/h
- Alcance: 1600 km
- Techo de vuelo: 3800 m